# 挑一塲疫戰
《挑一塲疫戰》（英語：How to Survive a Plague）是一部2012年美國紀錄片，由戴維·弗朗斯執導，講述愛滋平權聯盟及治療行動小組在1980年代的美國，對愛滋病的抗行。
此片獲提名第85屆奧斯卡金像獎最佳纪录片。

## 對象
在此片出現的人物有：
- Bill Bahlman
- David Barr
- Gregg Bordowitz
- 乔治·赫伯特·沃克·布什（檔案影片）
- 比尔·克林顿（檔案影片）
- Spencer Cox
- Jim Eigo
- Mark Harrington
- 傑西·亞歷山大·赫爾姆斯（檔案影片）
- Garance Franke-Ruta
- 拉里·克莱默
- Mathilde Krim
- 郭德華
- Iris Long
- Ray Navarro
- Bob Rafsky
- 彼得·史塔利（英语：Peter Staley）

## 外部連結
- 官方網站 （页面存档备份，存于）
- 互联网电影数据库（IMDb）上《挑一塲疫戰》的资料（英文）
- 爛番茄上《挑一塲疫戰》的資料（英文）
- Metacritic上《挑一塲疫戰》的資料（英文）